# Síndrome da serotonina
Síndrome serotoninérgica (SS) é um conjunto de sinais e sintomas que pode ocorrer com o uso de determinados medicamentos serotoninérgicos ou drogas. Os sintomas variam de leves a graves e podem ser fatais. Em casos leves, podem ocorrer hipertensão e taquicardia, geralmente sem febre. Casos moderados apresentam elevação da temperatura corporal, agitação, aumento dos reflexos, tremor, sudorese, pupilas dilatadas e diarreia. Em situações graves, a temperatura pode exceder 41,1 °C (106,0 °F), podendo haver convulsões e extensa destruição muscular (rabdomiólise). A SS é normalmente causada pelo uso concomitante de dois ou mais medicamentos ou drogas que atuam na serotonina, incluindo inibidores seletivos de recaptação de serotonina (ISRS), inibidores de recaptação de serotonina e noradrenalina (IRSN), inibidores da monoamina oxidase (IMAO), antidepressivos tricíclicos (ATC), anfetaminas, petidina (meperidina), tramadol, dextrometorfano, buspirona, L-triptofano, 5-hidroxitriptofano, erva-de-são-joão, triptanos, MDMA, ondansetrona, metoclopramida ou cocaína. A síndrome ocorre em cerca de 15% das intoxicações por ISRS. Ela resulta do excesso de serotonina no sistema nervoso central. Os sintomas geralmente iniciam dentro de um dia após o excesso de serotonina. O diagnóstico baseia-se nos sinais clínicos e no histórico de uso medicamentoso, devendo-se excluir condições com manifestações similares, como síndrome neuroléptica maligna, hipertermia maligna, toxicidade anticolinérgica, insolação e meningite, sem que existam exames laboratoriais específicos para confirmação. O tratamento inicial é a descontinuação dos agentes envolvidos; em pacientes agitados, podem ser usados benzodiazepínicos e, se necessário, um antagonista serotoninérgico como a ciproheptadina, além de medidas de resfriamento ativo em casos de hipertermia. A incidência anual da síndrome é incerta e, com intervenção adequada, a mortalidade é baixa, provavelmente inferior a 1%. O caso de Libby Zion, geralmente aceito como decorrente de SS, levou a mudanças na formação médica em Nova York. A manifestação clínica ocorre de forma rápida e abrange um amplo espectro de achados, incluindo aumento da frequência cardíaca, tremores, sudorese, pupilas dilatadas, mioclonias e hiperreflexia, sendo que alguns destes podem ser efeitos colaterais dos próprios medicamentos; o tremor pode resultar da ação do MDMA sobre a dopamina, enquanto a hiperreflexia indica exposição a agonistas serotoninérgicos. Em casos moderados, pode haver aumento dos sons intestinais, pressão alta e elevação da temperatura, que pode alcançar 40 °C (104 °F), com reflexos exagerados e clonus mais acentuado nos membros inferiores, além de alterações mentais como aumento da vigilância, insônia e agitação. Em casos graves, ocorre elevação pronunciada da frequência cardíaca e da pressão arterial, com temperatura podendo ultrapassar 41,1 °C (106,0 °F), e complicações como acidose metabólica, rabdomiólise, convulsões, insuficiência renal e coagulação intravascular disseminada, geralmente decorrentes da hipertermia.
A síndrome manifesta-se como um tríade clínica que abrange efeitos cognitivos (dor de cabeça, agitação, hipomania, confusão mental, alucinações e coma), efeitos autonômicos (tremores, sudorese, hipertermia, vasoconstrição, taquicardia, náusea e diarreia) e efeitos somáticos (mioclonias, hiperreflexia e tremores). Diversos medicamentos e drogas ilícitas podem desencadear a SS, seja por doses elevadas isoladas ou pela combinação de agentes que elevam sinergicamente os níveis de serotonina; ela pode ocorrer ainda por overdose de um único agente serotoninérgico. A combinação de IMAOs com precursores, como L-triptofano ou 5-hidroxitriptofano, oferece um risco particularmente agudo, podendo ocorrer também com o uso de ayahuasca, fenômeno descrito como o “efeito queijo”. Muitos IMAOs inibem irreversivelmente a monoamina oxidase, demandando cerca de quatro semanas para reposição enzimática, e, no caso dos antidepressivos tricíclicos, apenas clomipramina e imipramina apresentam risco para SS. Alguns medicamentos foram equivocadamente atribuídos como causadores da síndrome, como certos antipsicóticos atípicos, cuja farmacologia sugere baixa probabilidade de indução de SS; a mirtazapina, por sua vez, não exibe efeitos serotoninérgicos significativos, e a bupropiona, embora relatada em alguns casos, dificilmente gera a síndrome. Em 2006, a FDA alertou para o risco de SS com o uso combinado de ISRS ou IRSN com triptanos ou sibutramina, embora os casos relatados não tenham atendido aos critérios Hunter. A toxicidade da serotonina aumenta em doses supraterapêuticas e overdoses, fundindo-se com os efeitos tóxicos do excesso medicamentoso. Apesar de os opioides causarem, principalmente, depressão respiratória em overdose, há casos de SS associados a alguns opioides sem perda de consciência, especialmente com tramadol, cuja dupla ação inibidora de recaptação de serotonina e noradrenalina pode agravar a condição se houver automedicação. A serotonina é um neurotransmissor envolvido em processos como agressividade, dor, sono, apetite, ansiedade, depressão, enxaqueca e vômitos, e os efeitos do seu excesso foram inicialmente observados em 1960 em pacientes tratados com IMAOs e L-triptofano.
O mecanismo da SS envolve o aumento da serotonina no sistema nervoso central; inicialmente pensou-se que a ativação dos receptores 5-HT1A no cinzento central e na medula oblonga fosse determinante, mas estudos posteriores indicam que a superestimulação dos receptores 5-HT2A tem papel importante, podendo ainda ocorrer saturação de todos os subtipos receptorais e aumento da atividade noradrenérgica, que se correlaciona com o quadro clínico, além de interferência de outros neurotransmissores, como antagonistas do receptor NMDA e do ácido gama-aminobutírico. Não há teste específico para a SS, sendo o diagnóstico baseado na observação clínica e na investigação do histórico do paciente, com critérios como os propostos por Sternbach e, posteriormente, pelos critérios Hunter, que apresentam maior sensibilidade e especificidade. O exame físico deve avaliar reflexos, rigidez muscular, mucosa oral, pupilas, sons intestinais, coloração da pele e sudorese, e o histórico de uso de medicamentos, incluindo substâncias ilícitas e suplementos, é essencial para confirmar a exposição a agentes serotoninérgicos. A combinação de inibidores da monoamina oxidase (IMAO) com precursores como L-triptofano ou 5-hidroxitriptofano apresenta risco agudo de desenvolver a síndrome serotoninérgica potencialmente fatal. A combinação de IMAOs com agonistas de triptaminas (popularmente conhecidos como ayahuasca) pode oferecer perigos semelhantes à dos precursores, fenômeno descrito genericamente como o efeito queijo.
Muitos IMAOs inibem de forma irreversível a monoamina oxidase e pode levar pelo menos quatro semanas para que o organismo repouse a enzima em casos de inibição irreversível. Em relação aos antidepressivos tricíclicos, apenas a clomipramina e a imipramina apresentam risco de causar SS. Alguns medicamentos foram equivocadamente apontados como causadores de SS; por exemplo, relatos de casos implicaram antipsicóticos atípicos, mas sua farmacologia sugere improbabilidade na indução da síndrome. Também foi sugerido que mirtazapina não exerce efeitos serotoninérgicos significativos e, por isso, não é considerada de ação dupla. A bupropiona também foi sugerida como causa de SS, embora, sem evidência de atividade serotoninérgica relevante, seja improvável que a bupropiona cause a síndrome. Em 2006, a FDA emitiu um alerta sugerindo que o uso combinado de ISRSs ou IRSNs com triptanos ou sibutramina poderia levar a casos graves de SS, embora outros pesquisadores tenham contestado esse alerta, pois os casos não atendiam aos critérios de Hunter. A síndrome foi registrada em situações clínicas inesperadas e, devido a variações individuais, foi associada inclusive à mirtazapina. O risco e a gravidade dos efeitos serotoninérgicos e da toxicidade variam de forma complexa, tendo sido relatada SS em pacientes de todas as idades – inclusive idosos, crianças e recém-nascidos expostos in utero. A toxicidade dos ISRSs aumenta com a dose, mas mesmo em overdose dificilmente causa fatalidades em adultos saudáveis, e elevações fatais de serotonina no sistema nervoso central ocorrem somente quando há mistura de drogas com diferentes mecanismos de ação. Outros fármacos com ação como inibidores da recaptação da serotonina (como tramadol, anfetamina e MDMA) também estão associados a casos graves. Embora o risco de saúde mais importante na overdose de opioides seja a depressão respiratória, indivíduos podem desenvolver SS com certos opioides sem perda de consciência, embora a maioria dos casos envolva o uso concomitante de medicamento serotoninérgico, como antidepressivos, e ainda seja comum a prescrição conjunta de opioides e antidepressivos em virtude da comorbidade entre dor e depressão. Casos isolados de SS por opioides ocorrem geralmente com o tramadol, devido à sua ação dupla como inibidor da recaptação de serotonina e noradrenalina, A SS causada pelo tramadol pode se agravar se o paciente, ignorando os riscos, tentar automedicar sintomas como dor de cabeça, agitação e tremores com mais opioides. A serotonina é um neurotransmissor envolvido em processos como agressividade, dor, sono, apetite, ansiedade, depressão, enxaqueca e vômito, e seus efeitos em excesso foram observados inicialmente em 1960 em pacientes submetidos à combinação de IMAO e triptofano. O excesso de serotonina no sistema nervoso central é o causador da síndrome, inicialmente atribuída à ativação dos receptores 5-HT1A em núcleos da substância cinzenta central e na medula oblonga, mas estudos apontaram que a superestimulação dos receptores 5-HT2A tem papel fundamental. A concentração elevada de serotonina pode saturar os diversos subtipos receptores, e a hiperatividade noradrenérgica também contribui, assim como outros neurotransmissores (antagonistas do receptor NMDA e do ácido γ-aminobutírico foram sugeridos) e os efeitos se acentuam com doses supra-terapêuticas e overdoses, configurando um espectro de toxicidade dependente da relação dose-resposta. Alguns autores preferem os termos toxicidade ou toxidromia serotoninérgica para enfatizar seu caráter de intoxicação.
O diagnóstico de SS baseia-se na observação dos sintomas e na história clínica, já que não há teste específico; os primeiros critérios propostos, em 1991 por Harvey Sternbach, foram posteriormente complementados pelos Critérios de Toxicidade de Hunter, que demonstram sensibilidade de 84% e especificidade de 97%, embora os critérios de Sternbach ainda sejam os mais utilizados em 2007. Entre os sinais diagnósticos destacam-se o tremor, agressividade, acatisia ou clonus (espontâneo, induzido ou ocular), e o exame físico deve avaliar reflexos tendinosos, rigidez muscular, mucosa bucal seca, pupilas, sons intestinais, coloração da pele e sudorese, sendo a investigação do uso de medicamentos, substâncias ilícitas e suplementos fundamental. O tratamento consiste em suspender os agentes precipitantes, administrar antagonistas da serotonina como ciproheptadina (dose inicial de 12 mg seguida de 2 mg a cada 2 horas, com doses maiores sugeridas por alguns autores) e oferecer suporte clínico para controle da agitação, instabilidade autonômica e hipertermia, podendo pacientes com overdose se beneficiar de carvão ativado se administrado em até uma hora; casos leves podem ser manejados apenas com a suspensão dos medicamentos, enquanto os moderados exigem correção de anomalias térmicas e cardiorrespiratórias e, em casos graves, o uso de antipsicóticos atípicos com ação antagonista à serotonina, sedação ou paralisia neuromuscular e, em situações de instabilidade autonômica, o emprego de simpaticomiméticos de ação direta, evitando-se betabloqueadores de ação prolongada que possam provocar choque, considerando que a eliminação da serotonina depende da ação da monoamina oxidase A na presença de oxigênio, o que ressalta a importância da oxigenação (não útil em intoxicação por IMAOs, onde a hidratação é primordial) para a resolução da síndrome.

### Agitação
Alguns sintomas exigem tratamento específico. O controle da agitação é essencial para evitar lesões ao paciente e aos cuidadores; benzodiazepínicos devem ser administrados ao primeiro sinal de agitação. As contenções físicas não são recomendadas para agitação ou delírio, pois podem provocar contrações musculares isométricas que se associam à acidose láctica grave e à hipertermia. Se forem indispensáveis, devem ser rapidamente substituídas por sedação farmacológica. A agitação intensa pode causar degradação muscular significativa, levando à rabdomiólise, que pode danificar os rins.
Síndrome serotoninérgica (SS) é um conjunto de sinais e sintomas que podem ocorrer com o uso de certos medicamentos ou drogas serotoninérgicas. Os sinais podem variar de leves a graves, podendo levar à morte. Em casos leves, os sinais incluem hipertensão e taquicardia, geralmente sem febre. Nos casos moderados, observa-se hipertermia, agitação, reflexos aumentados, tremor, sudorese, pupilas dilatadas e diarreia. Nos casos graves, a temperatura corporal pode ultrapassar 41,1 °C (106,0 °F). Complicações podem incluir convulsões e rabdomiólise. A síndrome é geralmente causada pelo uso simultâneo de dois ou mais medicamentos ou drogas que atuam na serotonina. Isso pode incluir inibidores seletivos da recaptação de serotonina (ISRS), inibidores da recaptação de serotonina e noradrenalina (IRSN), inibidores da monoamina oxidase (IMAO), antidepressivos tricíclicos (ADT), anfetaminas, petidina (meperidina), tramadol, dextrometorfano, buspirona, L-tryptophan, 5-hydroxytryptophan, Erva-de-São-João, triptanos, MDMA, ondansetrona, metoclopramida ou cocaína. Ocorre em cerca de 15% dos casos de overdose de ISRS. É consequência previsível do excesso de serotonina no sistema nervoso central. Os sinais costumam iniciar-se em até um dia após o excesso de serotonina. O diagnóstico baseia-se nos sinais apresentados e no histórico de uso de medicamentos. Outras condições com sinais semelhantes, como síndrome neuroléptica maligna, hipertermia maligna, intoxicação anticolinérgica, insolação e meningite, devem ser descartadas, pois nenhum exame laboratorial confirma o diagnóstico. O tratamento inicial é a descontinuação dos medicamentos suspeitos, podendo utilizar-se benzodiazepínicos em pacientes agitados e, se necessário, um antagonista de serotonina, como a ciproeptadina. Em casos de alta temperatura, medidas de resfriamento ativo podem ser adotadas. O número anual de casos de SS é incerto. Com intervenção médica, o risco de morte é baixo, provavelmente inferior a 1%. O caso de Libby Zion, geralmente atribuído à morte por SS, resultou em mudanças na formação médica de pós-graduação em Nova York.

### Sinais e sintomas
O início dos sinais é geralmente rápido, abrangendo uma variedade de manifestações clínicas. Sinais leves podem incluir aumento da frequência cardíaca, tremores, sudorese, pupilas dilatadas, mioclonia (contrações ou movimentos involuntários) e hiperreflexia. Muitos desses sinais podem ser efeitos colaterais da medicação ou da interação medicamentosa que eleva a serotonina, e não do excesso em si. O tremor é comum com o MDMA devido à ação sobre a dopamina, enquanto a hiperreflexia indica exposição a agonistas serotoninérgicos. Na intoxicação moderada, podem ocorrer sons intestinais hiperativos, hipertensão e hipertermia, com temperaturas atingindo até 40 °C (104 °F); os reflexos e o clonus podem ser mais evidentes nos membros inferiores. Alterações mentais, como hiper-vigilância, insônia e agitação, também podem ocorrer. Em casos graves, há elevações acentuadas de frequência cardíaca e pressão arterial, com temperaturas superiores a 41,1 °C (106,0 °F), além de acidose metabólica, rabdomiólise, convulsões, insuficiência renal e coagulação intravascular disseminada, geralmente decorrentes da hipertermia. Os sinais geralmente se apresentam como uma tríade: efeitos cognitivos (dor de cabeça, agitação, hipomania, confusão mental, alucinações e coma), efeitos autonômicos (tremores, sudorese, hipertermia, vasoconstrição, taquicardia, náusea e diarreia) e efeitos somáticos (mioclonia, hiperreflexia – manifestada pelo clonus – e tremor).

## Causas
Diversos medicamentos e drogas ilícitas podem desencadear a síndrome quando usados isoladamente em doses elevadas ou em combinação com outros agentes serotoninérgicos. A tabela abaixo lista alguns deles.
| Classe                                  | Drogas que podem induzir a síndrome serotoninérgica |
| --------------------------------------- | --- |
| Antidepressivos                         | Inibidores da monoamina oxidase (IMAO), antidepressivos tricíclicos (ADT), inibidores seletivos da recaptação de serotonina (ISRS), inibidores da recaptação de serotonina e noradrenalina (IRSN), nefazodona, trazodona        |
| Opioides                                | Dextropropoxifeno, tramadol, tapentadol, petidina (meperidina), fentanil, pentazocina, buprenorfina oxicodona, hidrocodona |
| Estimulantes do sistema nervoso central | MDMA, MDA, cafeína, metanfetamina, lisdexanfetamina, anfetamina, fentermina, amfepramona (diethylpropion), agentes liberadores de serotonina como anfetaminas alucinógenas substituídas, sibutramina, metilfenidato, cocaína    |
| Agonistas do 5-HT1                      | Triptanos |
| Psicodélicos                            | 5-Metoxi-diisopropiltriptamina, alfa-metiltriptamina, LSD |
| Ervas                                   | Erva-de-São-João, Rue Síria, ginseng, noz-moscada, yohimbe |
| Outros                                  | Triptofano, L-DOPA, valproato, buspirona, lítio, linezolida, dextrometorfano, 5-hydroxytryptophan, clorfeniramina, risperidona, olanzapina, ondansetrona, granisetrona, metoclopramida, ritonavir, metaxalona, azul de metileno |

### Hipertermia
O tratamento da hipertermia inclui a redução da atividade muscular por sedação com benzodiazepínicos. Em casos mais graves pode ser necessário paralisar os músculos com vecuronio, intubar e ventilar artificialmente. O suxametônio não é recomendado, pois pode aumentar o risco de arritmias cardíacas devido à hiperpotassemia associada à rabdomiólise. Agentes antipiréticos não devem ser usados, já que a elevação da temperatura se deve à atividade muscular e não a alterações no ponto de ajuste hipotalâmico.

## Prognóstico
Após a suspensão dos medicamentos serotoninérgicos, a maioria dos casos de SS se resolve em até 24 horas, embora o delírio possa persistir por alguns dias. Sintomas podem durar mais em pacientes que usam medicamentos com meia-vida longa, metabólitos ativos ou ação prolongada.

## Epidemiologia
Estudos epidemiológicos da SS são complicados, pois muitos médicos desconhecem o diagnóstico ou a síndrome passa despercebida devido à sua variabilidade. Em 1998, uma pesquisa na Inglaterra apontou que 85% dos clínicos que prescreviam nefazodona não conheciam a SS. A incidência pode estar aumentando com o uso crescente de drogas pró-serotoninérgicas. Um estudo de vigilância identificou uma incidência de 0,4 casos por 1000 paciente-meses em usuários de nefazodona, e cerca de 14–16% dos pacientes em overdose de ISRS desenvolvem SS.

## Casos notáveis

O Phenelzine é um IMAO que contribuiu para a SS no caso de Libby Zion

O exemplo mais conhecido de SS foi a morte de Libby Zion em 1984. Zion, al ingressar no Bennington College, faleceu em 5 de março de 1984, aos 18 anos, oito horas após sua admissão de emergência no New York Hospital Cornell Medical Center. Ela apresentava histórico de depressão e chegou com febre, agitação e movimentos corporais estranhos, além de sinais de desorientação. Os médicos não conseguiram diagnosticar com precisão, mas a mantiveram para hidratação e observação; sua morte foi causada pela combinação de petidina e phenelzine. Um interno foi responsável pela prescrição da petidina. O caso influenciou a educação médica de pós-graduação e resultou em mudanças nas horas de trabalho e na supervisão de residentes.